# Fuglsang Sø
Fuglsang Sø er en 28 hektar stor kunstig sø, beliggende i Herning Kommune mellem Herning- bydelene, Holing og Tjørring. Søen er fremkommet som følge af motorvejsbyggeri, da materiale til motorvejen er hentet fra det sted, som nu er sø.
Søens vestlige bred er domineret af boliger og en fast søfront med bådramper. I den nordlige ende af bebyggelsen findes pleje- og aktivitetscentret Fuglsang Sø centret. Søens østlige bred består primært af sand og fungerer som et rekreativt område, særligt på de varme sommerdage hvor både familier og ungdomsgrupper mødes på stranden for at nyde vandet.

## Faciliteter

### Samlingspunkt
I 2021 fik Fuglsang Sø et nyt samlingspunkt "Det Blå Rum" som med sin beliggenhed på søbredden indbyder til et væld af udendørsaktiviteter og vandsport som fx Vinterbadning, Kajak, Lystfiskeri og Triatlon. Det Blå Rum tilbyder indendørs lokaler for møder og lignende aktiviteter. Opbevarings faciliteter for husets faste brugere, bade/bådebroer samt sauna. Sauna er primært for medlemmer af den lokale vinterbadeklub "den Gule Badeand" men kan også bookes af private.

### Badestrand
Udover det blå rum, som er beliggende i søens sydøstlige hjørne, findes der også i det nordøstlige hjørne en badebro og et offentligt toilet.

### Stier
Det er muligt at gå hele vejen rundt om søen, turen her er ca. 3 km hvis man følger stierne tæt ved vandkanten. Det er desuden muligt at følge ruter rundt i området og dermed opnå længere ruter.

### Discgolf
Umiddelbart øst for søen findes discgolfbane med kurve til fri afbenyttelse.

## Daglig brug af søen
Søen benyttes dagligt af både private og foreninger til rekreative og sportslige formål fx. Kajak - private og Herning Kajakklub, Standup Paddle (SUP) - Private, åbent vand svømning - private og Team Triatlon Herning, livredning - Livredderklub Midtjylland

## Events
Vand har altid draget mennesker og søen lægger således vand til flere, årligt tilbagevendende events
- Sct. Hans bål
- Motionsløbet Fuglsangsøstafetten.
- Lysfest
- Triatlonstævnet Challenge Herning